# SMS Yorck
Az SMS Yorck a Kaiserlichen Marine egyik páncélos cirkálója volt, a Roon-osztály másodikként megépült egysége. A hamburgi Blohm & Voss által megépített hadihajó hivatalosan nagycirkálónak minősült és 1905-1913 között a német flotta aktív állományához tartozott. Az első világháború kitörésekor reaktiválták és a III. felderítőcsoporthoz osztották be. A yarmouthi rajtaütésben a csatahajókból álló zöm kíséretéhez tartozott és a hadműveletről visszaérkezve 1914. november 4-én a Jade-torkolatban egy védelmi célból telepített aknamezőre tévedt a nagy ködben és két aknára ráfutva elsüllyedt. A balesetben a legénységének mintegy fele, 336 fő odaveszett.

## Építése és technikai jellemzői
A hamburgi Blohm & Voss hajógyárban 1903 tavaszán fektették le a flotta állományában a Deutschland páncélos fregatt pótlására szánt nagycirkáló gerincét. Egy évvel később, 1904. május 14-én bocsátották vízre. A keresztelését Josephine Yorck von Wartenburg végezte és a felszabadító háborúk egyik porosz hadvezére, Ludwig Yorck von Wartenburg tábornagy után lett elnevezve. A keresztelő beszédet Wilhelm von Hahnke vezérezredes mondta. A teljes felszerelése egészen 1905 második feléig elhúzódott. Miután a hajógyár az első próbajáratokat elvégezte, a hajógyári legénység áthajózott vele Kielbe, ahol a haditengerészet 1905. november 21-én átvette.
A Yorck egy acélból készült hajó volt, melynek hosszanti és keresztirányú bordázattal készült hajótestét a vízzáró falak 12 vízmentes részre osztották. Hosszúsága 127,8 m, szélessége 20,2 m, merülése 7,76 m, maximális vízkiszorítása 10 266 t volt.
A 15,5 atmoszféra gőznyomást 16 vízcsöves, Gustav Dürr gyártotta gőzkazán állította elő. A három darab, háromhengeres, háromszoros expanziójú gőzgépe összesen 20 031 LE teljesítmény leadására volt képes, amivel a cirkáló legnagyobb sebessége 21,4 csomó volt, ami elmaradt az eredetileg kitűzött 22 csomótól. A hatótávolsága 12 csomós sebesség mellett 4200 tengeri mérföld volt. A hajón 633 fő teljesített szolgálatot, köztük 35 tiszt.
Fő fegyverzetét négy darab 21 cm űrméretű, 40-es kaliberhosszúságú gyorstüzelő löveg (21 cm Sk L/40) képezte, melyeket két, a felépítmények előtt és mögött lévő lövegtoronyban helyeztek el párosával. A közepes tüzérségét 10 darab 15 cm űrméretű, 40-es kaliberhosszúságú gyorstüzelő löveg (15 cm Sk L/40) alkotta, melyekből öt-öt volt elhelyezve a cirkáló két oldalán, kettő-kettő önálló lövegtornyokban a felső fedélzeten, három-három pedig kazamatákban. Emellett rendelkezett 14 darab 8,8 cm űrméretű, 35 kaliberhosszúságú gyorstüzelő löveggel (8,8 cm Sk L/35) és négy darab 45 cm űrméretű torpedóvetőcsővel. 
A Krupp által gyártott páncélzat a vízvonal mentén 80–100 mm vastagságú volt. A citadella és a kazamaták páncélzata 100 mm, a nehéztüzérség lövegtornyainak páncélzata 30–150 mm, a közepes tüzérségé 80–100 mm vastag volt. A páncélfedélzet vastagsága 40–60 mm közötti volt. A hátsó parancsnoki torony 20–80 mm, az elülső az elülső parancsnoki torony a lövegtornyokéval megegyező, 150 mm vastag páncélzatot kapott.

## Szolgálata

### Békeidőben
A Yorck 1906. március 27-től a Nyílttengeri Flotta felderítő erőinek (Aufklärungsstreitkräfte) kötelékébe tartozott és április 2-án a Friedrich Carl cirkálót leváltva azok zászlóshajója lett. A felderítőerők parancsnoka ekkor Gustav Schmidt altengernagy volt, akit 1906. szeptember 29-én Hugo Pohl ellentengernagy váltott. A Yorck a következő évek során számos hadgyakorlaton vett részt, főként az ősszel megtartottakon. 1907. szeptember 11. és október 28. között hajógyárban volt. 1908. február 7-től február 28-ig a felderítőerők egységei egy utat teljesítettek az Atlanti-óceánra, melynek során különböző taktikai gyakorlatokat hajtottak végre. Az út emellett azt a célt is szolgálta, hogy az egyre teljesítőképesebb rádiótechnikai eszközöket teszteljék a hadihajók fedélzetén. A német hajók Vigo kikötőjében egészítették ki a szénkészleteiket. A felderítőerők parancsnokságát 1907. október 1-től átvevő August von Heeringen ellentengernagy 1908. május 1-én a Scharnhorst páncélos cirkálót tette meg új zászlóshajójának a Yorck helyett. 1908 júliusában és augusztusában a felderítőerők ismét kihajóztak az Atlanti-óceánra, ennek során a Yorck Funchal és La Coruña kikötőit látogatta meg. Ebben az évben a Yorck lett a Kaiser-Schießpreis, a német flotta hajóinak tüzérségi versenyének győztese a nagycirkálók kategóriájában.
1909-ben a kötelék ismét februárban, majd júliusban és augusztusban kihajózott az Atlanti-óceánra. A Yorck február 17. és 23. között Vigo előtt horgonyzott, nyáron pedig július 18-26. között az Arosa-öbölben Villagarcía előtt. Március 11-én a cirkáló ismét a felderítőerők zászlóshajója lett, mivel a Scharnhorstot áthelyezték a Kelet-ázsiai Hajórajhoz. Ezt a pozíciót 1910. április 27-ig tartotta meg, ekkor az új Blücher nagycirkáló (páncélos cirkáló) lett a zászlóshajó. Két nappal korábban a felderítőerők 2. tengernagya, Reinhard Koch tengernagy érkezett a Yorck fedélzetére. Őt már május 16-án Gustav Bachmann ellentengernagy váltotta, majd Maximilian von Spee ellentengernagy vette át a pozíciót. A Yorck tüzéreinek 1910-ben ismét sikerült a Kaiser-Schießpreist megnyerniük a nagycirkálók kategóriájában. A tüzértisztje ekkor Walter Klappenbach sorhajóhadnagy volt.
Az 1911-es év első hónapjainak hadgyakorlatain a Yorck nem vett részt, mert a hajógyárban javították. Eközben március 31-én a hátsó kazánteremben benzolrobbanás történt, a balesetben a legénység egy tagja életét veszítette, többen megsebesültek. Október 1-én Franz Hipper sorhajókapitány (Kommodore) érkezett a cirkáló fedélzetére, a felderítőerők 2. tengernagya pozícióját betöltve. Hipper a Yorckkal a felderítőerők norvégiai útja alkalmával november 3-6. között felkereste Uddevalla városát Svédországban. Az egység 1912 februárjában sorra kerülő hadgyakorlatán a cirkáló nem vett részt, ellenben az egyetlen hajója volt, mely márciusban négy könnyűcirkáló (kiscirkáló) társaságában részt vett a flottaszintű hadgyakorlaton. A felderítőerők parancsnoka, az időközben altengernaggyá előléptetett Gustav Bachmann emiatt március 13. és április 3. között a Yorck fedélzetén tartózkodott, míg Hipper a von der Tannon. A Yorck augusztus 28-ig volt a felderítőerők 2. tengernagyának a zászlóshajója, aki ezen a napon a Cöln könnyűcirkálóra szállt át. November 3-án, egy aknazártelepítési hadgyakorlat alkalmával baleset következett be, amiben a hajó legénységének két tagja életét veszítette. A Yorck egyik csónakjába beleakadt az egyik robbanótest gyújtózsinórja és mikor azt ki akarták szabadítani, az akna felrobbant, elpusztítva a csónakot. A Goeben egyik gőzbárkája emelte ki a vízből a két halottat és a túlélőket, köztük két sebesültet.

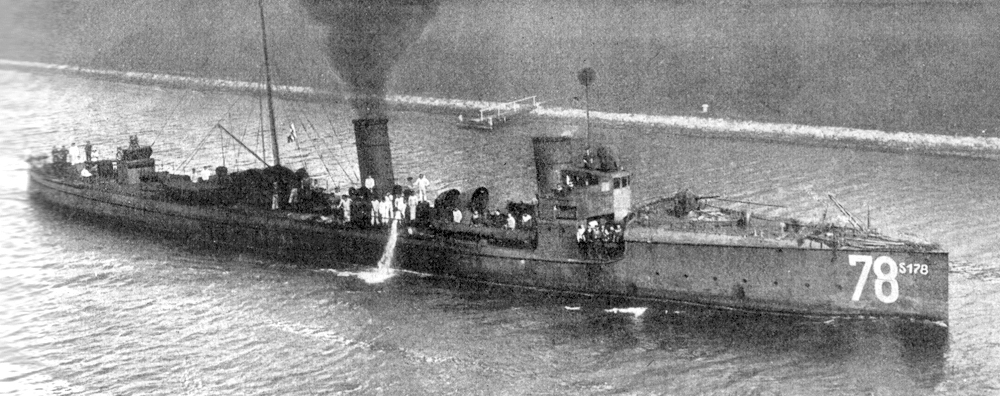
Az S 178 romboló, melynek a Yorck nekiütközött

1912 decemberétől 1913 februárjáig Bachmann altengernagy ismét a Yorck fedélzetén volt, mivel az eredeti zászlóshajója, a Moltke a hajógyárban állt. Egy hadgyakorlat során 1913. március 4-én este a rombolók (torpedónaszádok) a vonalban haladó nagyobb hadihajók között való elhaladást gyakorolták és eközben súlyos baleset történt. A Yorck nekiütközött az S 178 jelzésű rombolónak és felszakította annak oldalát a géptermei mentén, amitől az rövid idő alatt elsüllyedt. Legénységének 69 tagja veszett oda. Csak 15 főt sikerült kimentenie a Yorcknak az Oldenburg csatahajónak és az S 177-nek. A Yorck csak kisebb sérüléseket szenvedett és részt vett a hadgyakorlat további részén.
Március 7. és 14. között, majd május 1. és 17. között a felderítőerők 3. tengernagyának, Felix Funke ellentengernagy zászlóshajójaként szolgált, eközben március 14-től május 1-ig magának a felderítőerők parancsnokának is zászlóshajója volt ismét. Röviddel később, 1913. május 21-én kivonták a szolgálatból és karbantartások végett hajógyárba küldték, majd tartalékba helyezték. A legénységének nagy része a Seydlitz csatacirkálóra került át.

### Szolgálata az első világháborúban
Az első világháború kitörése után két héttel, 1914. augusztus 12-én a Yorckot ismét szolgálatba állították. A cirkáló a Hubert von Rebeur-Paschwitz ellentengernagy vezette IV. felderítőcsoporthoz (IV.  Aufklärungsgruppe) került. Az alakulatot már augusztus 25-én átnevezték III-as sorszámúra. Szeptember 20-án a cirkáló átvette az Öresund előtti őrhelyszolgálatot, két nappal később egy előretörésre került sor a Balti-tengeren. A Yorck szeptember 28-ával a III. felderítőcsoport többi egységével együtt át lett helyezve az Északi-tengerre. November 2-án a Yorck részt vett a flotta első támadó hadműveletében, a yarmouthi rajtaütésben. Ennek keretében az I. felderítőcsoport csatacirkáló mintájú nagycirkálói Hipper vezetésével lövették Great Yarmouth kelet-angliai város katonai jelentőségű célpontjait, ezzel próbálván fedezni a Stralsund könnyűcirkáló közeli aknatelepítését. A III. és IV. felderítőcsoportok a Weser torkolatában, az I. és III. csatahajóraj a Jade-torkolat előtti Schillig-réven vett fel pozíciót a hadművelet előtt.
Ezek a Nyílttengeri Flotta főerőit képező egységek délután indultak útnak, hogy Hipper erőinek (I. és II. felderítőcsoport) 60 tmf-ről távoli biztosítást adjanak Terschelling szigetétől északra helyezkedve. A zöm azonban idő előtt visszaindult a támaszpontjaira, ami által a Hippertől való távolságuk 100 tmf-re nőtt.

### AYorckelvesztése
A hadművelet végeztével a Yorck Wilhelmshavenhez hajózott. A Külső-Jadén a november 3-ról 4-re való éjszaka erős köd ereszkedett le, ami miatt a cirkáló itt volt kénytelen horgonyt vetni. Mivel felmerült a gyanú, hogy paratífusszal fertőzött víz van a fedélzeten, a hajó parancsnoka, Waldemar Pieper sorhajókapitány az időjárás rövid ideig tartó kitisztulását kihasználva be akart futni Wilhelmshavenbe. A kikötőbe való behajózást saját felelősségére vállalta, miután a révkalauz az alacsony látótávolságra és az aknaveszélyre hivatkozva nem vállalta a hajó átvezetését az aknazárak határolta szűk folyosón. A Belső-Jadén az áramlatok változása miatt a Yorck 04:10-kor aknának ütközött. Miközben megpróbálták kivezetni az aknazárról, egy újabb aknára is ráfutott. A Yorck ezután felborult, majd gerincével felfele, kelet-nyugati irányba állva elsüllyedt. A balesetben a legénység 336 tagja veszítette életét. 381 tengerészt, köztük Pieper sorhajókapitányt sikerült kimenteni főként a Hagen partvédő páncélosnak köszönhetően. A gyors elsüllyedés okát a középső hosszanti válaszfalában látták, ami miatt erősebb dőléshez vezetett.
1914 decemberében Pieper sorhajókapitányt hadbíróság elé állították és a parancsai figyelmen kívül hagyásának valamint hanyagság vádjával két év várfogságra ítélték. Feltételes szabadlábra helyezése után Törökországba helyezték át, ahol a török fegyverkezési hivatal (Waffenamt) vezetőjeként olyan kimagasló teljesítményt nyújtott, hogy a császár 1915. december 8-án elengedte a büntetését.
A Yorck elsüllyedésének helyét eleinte bójával jelölték. 1926-ban a roncs egy részét felrobbantották, mivel túlságosan is belógott a vízi útvonalra. 1936-ban és 1937-ben újabb robbantásokkal a térképeken három méteres kiemelkedésnek jelölt roncsot a tengerszint alatti 11 méteres mélységig eltüntették. Újabb robbantásokra került sor 1969-ben. A kikötői létesítmények bővítése és a hajózási útvonal ehhez kapcsolódó áthelyezése miatt az 1980-as évek elején a Yorck maradványai jelentette akadályok mentesítése vált szükségessé, amihez eleinte a roncs kiemelését fontolgatták. Egy német fenékkotró vállalat ajánlatában azonban 4 millió Márkáért vállalta, hogy a roncsok maradványait a kért, (hajózási térképek szerinti) 23 méteres mélységbe juttatja. Ez az összeg töredéke volt a kiemelés költségeinek és ezért az ebben az ajánlatban szereplő alámosásos eljárás mellett döntöttek. A több részre tört roncsokat 1983. július 27. és október 4. között két szívófejes kotrógép mesterségesen alámosta a kívánt mélységig.

## Parancsnokok
| 1905. november 21. – 1908. szeptember 29. | Leo Jacobson fregattkapitány / sorhajókapitány |
| 1908. október – 1909. szeptember          | Arthur Tapken sorhajókapitány                  |
| 1909. október – 1910. szeptember          | Herrklotsch sorhajókapitány                    |
| 1910. szeptember – 1912. szeptember       | Ludwig von Reuter sorhajókapitány              |
| 1912. szeptember – november               | Max Köthner fregattkapitány / sorhajókapitány  |
| 1912. november – 1913. május 21.          | Moritz von Egidy sorhajókapitány               |
| 1914. augusztus 12. – 1914. november 4.   | Waldemar Pieper sorhajókapitány                |

## Fordítás
- Ez a szócikk részben vagy egészben  a   SMS Yorck című angol Wikipédia-szócikk ezen változatának fordításán alapul.  Az eredeti cikk szerkesztőit annak laptörténete sorolja fel. Ez a jelzés csupán a megfogalmazás eredetét és a szerzői jogokat jelzi, nem szolgál a cikkben szereplő információk forrásmegjelöléseként.
- Ez a szócikk részben vagy egészben  a   SMS Yorck című német Wikipédia-szócikk ezen változatának fordításán alapul.  Az eredeti cikk szerkesztőit annak laptörténete sorolja fel. Ez a jelzés csupán a megfogalmazás eredetét és a szerzői jogokat jelzi, nem szolgál a cikkben szereplő információk forrásmegjelöléseként.